# Cynorkis rolfei
Cynorkis rolfei là một loài thực vật có hoa trong họ Lan. Loài này được Hochr. mô tả khoa học đầu tiên năm 1908.